# Adelocera quercea
Adelocera quercea — вид щелкунов из подсемейства Agrypninae. Очень редок.

## Описание
Жук длиной 9—13 мм, имеет красно-бурую окраску. Тело в длинных чёрных и золотистых чешуйках, чешуйки более или менее развитые на боках переднеспинки и переднем скате надкрылий и образуют поперечную перевязь в задней части надкрылий. Задние углы переднеспинки с закруглёнными вершинами.